# Gorica pri Šmartnem
Gorica pri Šmartnem este o localitate din comuna Celje, Slovenia, cu o populație de 522 de locuitori.